# Jazovac
Jazovac je naselje v občini Gradiška, Bosna in Hercegovina. 

## Deli naselja
Čardačani, Donjani in Jazovac.

## Prebivalstvo
| Pregled števila prebivalcev po letih | Pregled števila prebivalcev po letih | Pregled števila prebivalcev po letih | Pregled števila prebivalcev po letih | Pregled števila prebivalcev po letih | Pregled števila prebivalcev po letih |
| ------------------------------------ | ------------------------------------ | ------------------------------------ | ------------------------------------ | ------------------------------------ | ------------------------------------ |
| 1948                                 | 1953                                 | 1961                                 | 1971                                 | 1981                                 | 1991                                 |
| -                                    | -                                    | -                                    | 325                                  | 292                                  | 225                                  |

| Narodna sestava prebivalstva po letih                                                                                       | Narodna sestava prebivalstva po letih                                                                                       | Narodna sestava prebivalstva po letih                                                                                       |
| --- | --- | --- |
| 1971 | 1981 | 1991 |
| . skupaj: 325 Srbi 298 (91,69 %) Hrvati 1 (0,30 %) Muslimani 0 (0,00 %) Jugoslovani 3 (0,92 %) drugi in neznano 23 (7,07 %) | . skupaj: 292 Srbi 273 (93,49 %) Hrvati 2 (0,68 %) Muslimani 0 (0,00 %) Jugoslovani 0 (0,00 %) drugi in neznano 17 (5,82 %) | . skupaj: 225 Srbi 207 (92,00 %) Hrvati 2 (0,88 %) Muslimani 0 (0,00 %) Jugoslovani 5 (2,22 %) drugi in neznano 11 (4,88 %) |